# Bezzia pruinosa
Bezzia pruinosa är en tvåvingeart som först beskrevs av Daniel William Coquillett 1905.  Bezzia pruinosa ingår i släktet Bezzia och familjen svidknott. Inga underarter finns listade i Catalogue of Life.